# Colibrí violaci
El colibrí violaci (Campylopterus hemileucurus) és una espècie d'ocell de la família dels troquílids (Trochilidae) que habita la selva humida i camps de les terres altes des de l'estat de Guerrero, Veracruz, Oaxaca, Tabasco i Chiapas cap al sud fins l'oest de Panamà.